# Beast Machines: Transformers
A Beast Machines: Transformers a Hasbro egyik Transformers játékszériája, a Beast Wars közvetlen folytatása. 1999 és 2000 között forgalmazták, s erre az időszakra tehető a belőle készült, CGI technikát alkalmazó rajzfilmsorozat sugárzása is. A Beast Wars szereplőgárdáját ismét képernyőre szólító tv-sorozat az utolsó olyan Transformers-es rajzfilm, amely az eredeti, G1 univerzumban játszódik. Egyben az egyetlen, amely teljes egészében a Transformerek szülőbolygóján, Kibertronon zajlik. Másik különlegessége, hogy emberek nem szerepelnek benne.
Akárcsak előde, ez a rajzfilm is a kanadai Mainframe Entertainment gyártásában készült, forgalmazója a Universal Pictures volt. A történetírók szerepét ezúttal Bob Skir és Marty Isenberg töltötték be, akik egyébként teljesen laikusak voltak a franchise iránt. A rajzfilm főcímét, a „Phat Planet”-et a Leftfield együttes írta.
A rajzfilmre jellemző sötét, komor hangulata, és egyedi képi világa. Mivel a cselekményt még a gyártás megkezdése előtt felvázolták, a kész termék egy kimagasló produkció értékekkel rendelkező, a mitológiára, a történetre és szereplők jellemfejlődésére nagy hangsúlyt fektető sorozat lett, mely időnként bemerészkedett vallásos területekre, és mély filozófiai eszmefuttatásokba bocsátkozott. Ismertetőjegye, hogy a visszatérő karakterek személyiségét, valamint a korábban lefektetett Transformers kánont nagyban átalakította, továbbá a humort minimálisra csökkentette. Talán ennek tudható be, hogy a rajongók, és még a rajta dolgozó színészek is oly nagy ellenszenvvel fogadták.
A sorozathoz sosem készült magyar szinkron. A cikk érthetősége érdekében azonban pár kifejezés és név magyar fordításban szerepel.

## Áttekintés

### A játékok
Követve a Beast Wars során bevezetett példát, a Beast Machines szintén elsősorban állat-alapú Transformers figurákat vonultatott fel. A korábbi Transmetal és Transmetal II alcímeket elvetették, helyettük a techno-organic fogalmát vezették be, mely az élő és a gépi elemek tökéletes egyensúlyát reprezentálta. Ennek megfelelően a figurák mind robot, mind pedig alternatív üzemmódban a szerves és a mechanikus elemek egyvelegének tűntek. Jellemző volt az élénk színű, átlátszó műanyag darabok használata, és sok játék fényes, krómozott díszítést kapott. Ami az alapvető megjelenésüket illeti, szinte valamennyi játék vad, idegen formákban tündökölt.
A jóságos szereplők továbbra is az Autobotoktól származó Maximalok közül kerültek ki, akik mind valamilyen állattá alakultak át. Különös testarányok, torz testrészek, és – legalábbis elődeikhez képest – felettébb emberi arcok jellemezték valamennyiüket.
A gonoszok oldaláról az Álcák utódait, a Predakonokat felváltották a Vehiconok, melyek a Transformers eredeti hagyományának hódolva járművekké alakultak, ezzel megtörve az állat Transformerek négy évig tartó egyeduralmát. A Maximalokhoz hasonlóan ezek is számtalan formát öltöttek, ám velük ellentétben nem gépszerű élőlények, hanem élőlényszerű gépek látszatát keltették. A valóságban nem létező, idegen járművekké alakultak, és sajátosságuk, hogy még ebben az üzemmódban is volt fejük. Robot formájuk újabb furcsaságokat mutatott. Sokuknak szokatlan felépítése volt: némelyik egy keréken egyensúlyozott lábak helyett, de volt olyan is, amelyik lábak nélkül „lebegett”.
Ezek mellett forgalmaztak kisebb, úgynevezett Deployer-eket és Beast Rider-eket. Előbbiek fegyverré, az utóbbiak szállításra alkalmas harcigépekké alakultak a szokásos robot üzemmód helyett.
Pár korábbi, a Beast Wars idejéről származó figurát is kiadtak új színekkel, köztük olyanokat is, amiket addig csak Japánban lehetett kapni. Ilyen, korábbi figurák egyvelegéből álló széria volt például a Dinobotoké.
A Beast Machines széria félúton felvette a Battle for the Sparks (harc a Szikrákért) alcímet, reflektálva a rajzfilm ez idő tájt futó cselekményét. Ezzel ez volt a legelső olyan nagyobb Transformers ágazat, amely magába foglalt egy alcímmel ellátott kisebb ágat. Ezt a gyakorlatot a mai napig alkalmazzák, hogy meghosszabbítsák egy-egy játéksorozat élettartamát.
A legtöbb Beast Machines játékról elmondható, hogy a rajzfilmbeli kinézetére aligha hasonlít. Ennek oka, hogy a rajzfilm animátorai és a játéktervezők már a vázlat szintjén elváltak egymástól. Több szereplő még a körvonalaiban is csak alig emlékeztetett az őt jelképező figurára. A későbbi hullámok már tartalmaztak pár, a rajzfilmbelire jobban hasonlító figurát, de az összkép így sem volt tökéletes.
A másik dolog, amiért a játékszéria hírhedtté vált, a szereplők szélsőséges méretezése volt. A Transformers játékok csak a legritkább esetekben felelnek meg a rajzfilmekben, képregényekben látható méretarányoknak, ám a Beast Machines sorozat a szokásosnál is nagyobb eltéréseket mutatott. A rajzfilmben óriási méretű szereplők gyakorta a legkisebbek közé tartoztak a játékok tekintetében, míg több kicsi vagy közepes méretű szereplő óriási figurát kapott. Voltak olyan prominens karakterek is (például a diagnosztikai drón vagy Botanica), akiket sosem lehetett játékként kapni.
A Hasbro viszonylagos kudarcként könyvelte el a játéksorozatot, bár ez elsősorban egyéb, külső tényezők (például az akkori Star Wars játékok gazdaságtalan árubősége) eredménye volt. Ezért leállította a folytatásnak szánt, és amúgy szépen haladó Transtech címet viselő sorozat tervezését. Helyette a Hasbro egy, a Japánban már egy éve forgalomban lévő újabb szériát, a Car Robots-ot importálta át nyugatra, Robots in Disguise néven. Így a cég időt nyert, hogy a japán Takara gyártóval együttműködve megtervezzen egy újabb, tisztán jármű-alapú Transformers ágat. Ebből az együttműködésből született az Armada, Energon és a Cybertron.
A legutolsó Beast Machines figurák egyébként már a Robots in Disguise emblémája alatt kerültek a boltok polcaira, 2002-ben.

### A rajzfilm
A sorozatot a Fox Kids gyermekcsatorna 1999 februárjában kezdte reklámozni. Ekkor még „Beast Hunters” volt a címe. Az első leírások szerint megmaradt volna a Beast Wars-ban megszokott „Maximalok kontra Predakonok” felállás, és a rajzfilm hasonló stílusban készült volna. A kész sorozat azonban sok korai elképzeléssel szakított.
Akárcsak a Beast Wars esetében, a készítők új történetírókat (Bob Skir és Marty Isenberg) fogadtak fel, hogy tiszta lappal induljanak. Velük ellentétben magán az alapvető elképzelésen több olyan személy is dolgozott, akik már korábban is kapcsolatban álltak a Transformers-szel. Ilyen volt Steve Garber és Marv Wolfman, akik az eredeti rajzfilm harmadik évadján dolgoztak az 1980-as években. Garber alapvetően egy drasztikusan új megközelítést javasolt, bár hogy ezt pontosan hogyan szerette volna kivitelezni, titok maradt. A helyzetet bonyolította Mainframe Entertainment akkori igazgatója, Dan DiDio, aki a Beast Wars-ról azt bizonygatta Wolfman-nek, hogy a sorozat cselekménye távol maradt az eredeti rajzfilmétől (ami persze nem volt igaz), ezért szabad kezet kaphat a Beast Machines történetének körvonalazásában. Wolfman eredeti elképzelései ebből a félrevezetésből fakadóan nagyban különböztek attól, amit végül a képernyőre vittek.
DiDio ugyanakkor az újonc Bob Skir-nek és Marty Isenberg-nek is megparancsolta, hogy ne csak az eredeti rajzfilmet, hanem még a Beast Wars-t is hagyják figyelmen kívül a forgatókönyvek megírásakor. Ők viszont több ízben is ellentmondtak az eredeti utasításoknak. Elsősorban a Mainframe és a Hasbro parancsára Skir bevezetett egy misztikus, majdhogynem vallásos témát a rajzfilm történetébe. Az ő elmondása szerint a Beast Machines egy „TV képernyőre vitt, vallásos témájú eposz”. Ezen kívül egyéb módosításokat is eszközölt Wolfman alapelképzelésén. Mivel egy olyan rajzfilmet akart, amelyben a hősök inkább az eszükre, semmint a fegyvereikre hagyatkoznak, megszabadult a lőfegyverek nagy részétől. Sok rajongó ebből sajnos azt olvasta ki, hogy Skir mindenfajta fegyverhasználatot megvet. Egyébként az író szoros kapcsolatot ápolt a rajongóbázissal, így azonnal értesülni tudott az általa írt sorozatot ért kritikáról. A rajongók korai felháborodásának hála Skir hamar megszakította ezt a kapcsolatot, és egy rajongói találkozóról is lemondott. Vele szemben Marty Isenberg távol tartotta magát a dühös fogyasztóktól, noha a találkozóra ő sem ment el.
Az felsőbb utasításoknak való ellenszegülés meghozta a gyümölcsét. Mára a Beast Machines a valaha volt egyik legösszefüggőbb, a folytonosságnak legtöbb figyelmet szentelő Transformers rajzfilmként van számon tartva. Sugárzása idején pedig nemcsak a Transformers-es, hanem az összes addig készült, nyugati animációs sorozat között viselte ezt a címet. A cselekménye folyamatosan bontakozott ki, status quo gyakorlatilag nem volt. Néhány súlyos történeti ellentmondást ugyan találni benne, és maga az alapvető háttértörténet (vagyis hogy Kibertron bolygója egykor szerves volt) is nagyban ellentmond az eredeti, G1-es rajzfilmnek és képregénynek, ugyanakkor már a Beast Wars idején is szembetűnt néhány folytonossági hiba. Ezeket figyelembe véve kijelenthető, hogy noha mindkét sorozat az eredeti, G1 univerzumban játszódik, sem a G1 rajzfilm, sem pedig a G1 képregény folytonosságát nem követik hűen, hanem önálló történetnek tekinthetők. Ezzel megmagyarázható a legtöbb ellentmondás. Emellett tény, hogy a korábbi Transformers média is bőven tartalmazott folytonossági hibákat, és elszórtan ugyan, de történtek már utalások Kibertron szerves múltjára.
Nemcsak a történetírók szétziláltsága volt hatással a rajzfilmre. A készítése idején a CGI animáció nagyon költséges technikának számított, így csak igen kevés karaktert engedhettek meg szerepeltetni. Míg a legtöbb Transformers sorozatban a szereplők száma ijesztően nagy lehet, addig a Beast Machines-nak be kellett érnie egy kisebb csoporttal. A legtöbb játékban kiadott figura emiatt sosem került a TV képernyőkre. A Beast Wars legtöbb életben maradt szereplője ellenben visszatért, s idővel csatlakoztak ugyan hozzájuk, de csak kevesen. A gonoszak oldalán hasonlóan kevés karakter sorakozott fel, habár hatalmas, könnyen meganimálható seregeket tudhattak magukénak.
Magáról az animációról joggal állítható, hogy kitűnő munka. A modellek kidolgozása ugyan stilisztikai döntésből egyszerűbb, mint a Beast Wars szereplőié, a textúrák látványosabbak, részletesen mintázottak. A fejlett fény-árnyék hatásokat, robbanás- és füsteffektusokat is kiaknázták a hangulat fokozására. A szereplők arcjátéka és testbeszéde hasonlóan kiváló. Még a teljesen idegen arcszerkezetű vagy akár arc nélküli karakterek is gazdag kifejezésvilággal bírnak. Messzemenően jobb animációval van dolgunk, mint a későbbi, japán készítésű Energon és Cybertron rajzfilmek esetében.

## Történet

### Első évad
A cselekménybe in medias res csöppen bele a néző. A Maximalok, vagyis Optimus Primal, Rattrap, Cheetor és Blackarachnia eredeti alakjukban egy seregnyi Vehicon drón elől menekülnek. Emlékeiktől megfosztottak, és egy halálos vírus fertőzte meg rendszereiket.
Optimust különös látomások vezetik el társaihoz, majd együtt Kibertron bolygójának mélyére utaznak. Itt felfedeznek egy hatalmas erejű számítógépet, az Orákulumot (Oracle), amelyről eddig csak a legendákban hallottak. Az Orákulum új küldetést ad a Maximaloknak, és új, techno-organikus (techno-organic) testekkel ruházza fel őket, amelyekben nem fenyegeti őket a vírus. Ezek azonban egészen mások, mint az eddig megszokott testük.
A 13 epizódos első évad során a Maximaloknak meg kell tanulniuk elsajátítani új alakjuk használatát: ki kell békülniük állati oldalukkal, hogy át tudjanak alakulni. Közben pedig meg kell oldaniuk annak a rejtélyét, hogy mi történt velük, amikor a bolygóra érkeztek, és hová tűnt két elveszett társuk, Rhinox és Silverbolt. A keresés közben egy Nightscream nevű ifjú túlélővel találkoznak, aki felfedi előttük a titok egy részét:
Amíg a Maximalok a transwarp időalagúton keresztül az őskori Földről a jövőbeli Kibertron felé utaztak, a foglyuk, Megatron megszökött, ily mód náluk sokkal hamarabb megérkezett a bolygóra. Az uralma alá hajtotta a bolygót egy vírussal, és az összes Alakváltó éltető Szikráját ellopta. A központi citadellában rendezkedett be, ahonnan közvetlenül rácsatlakozhat a bolygó összes számítógépére. Megatron is elégedetlen a testével – a Beast Wars óta megutálta egykor szeretett, félig szerves sárkánytestét, és mindent megtesz, hogy megszabaduljon eme állati oldalától.
Agyatlan drónjait fölött a Maximalok folyamatosan győzelmet aratnak, Megatron ezért elhatározza, a három drónfajta (motor drón, repülő drón és tank drón) vezéreibe egy-egy Szikrát ültet be, hogy képesek legyenek önállóan gondolkodni. Így születik meg Thrust, Jetstorm és Tankor. A Maximalok idővel rájönnek, hogy a könyörtelen Vehicon parancsnokok bizony az ő elveszett barátaik Szikráit hordozzák magukban. Ám amikor sikerül Tankor igazi énjét feléleszteni, és visszakapják egyik társukat, Rhinox-ot, csalódniuk kell. Rhinox Szikrája korrumpálódott, és már nemcsak Megatron, de ő is fenyegetést jelent rájuk.
Optimus Primal meditációt tanul, és a Mátrixban tett számos útja során rájön, hogy a Beast Wars megvívásának oka nemcsak az emberiség és az ő Autobot elődeik megmentése volt – a Földön szerzett, félig szerves testükben az volt a feladatuk, hogy visszahozzák az életet Kibertron hideg gépbolygójára. Társai viszont vonakodva hisznek neki, lévén a bolygót mindig is gépinek ismerték.
Az állandó belső viszályok lassan a Maximalok kárára mennek, Megatron pedig, hála a saját halálát megrendezett Rhinox titkos terveinek, még erősebb, mint valaha. Végül Optimus elhatározza, hogy a végső fegyverhez nyúl. Az Orákulumtól kapott erejével aktiválja a Plazmaenergia Kamrát (Plasma Energy Chamber), hogy elhozza az apokalipszist a bolygóra.

### Második évad
A történet második, szintén 13 epizódot átölelő felében nagyban megváltoznak az erőviszonyok, és egy új cselekményszál veszi kezdetét: a Maximalok a Megatron által foglyul ejtett Szikrák kiszabadítására törekednek.
Optimus Primal rádöbben, hogy végig tévedett szélsőséges nézeteiben, és feladata nem a bolygó organikussá tétele, hanem a gép és a szerves anyag közti egyensúly felállítása volt. Mint ilyen, el kell fogadnia a Megatron által támogatott gépiesítést is. A gonosz vezér azonban eltűnt a Plazmaenergia bevetése következtében, Rhinox végleg az életét vesztette, s a két életben maradt Vehicon parancsnok, Thrust és Jetstorm is felhagynak a Maximalok üldözésével. Viszonyuk viszont nem változik, továbbra is ellenségek maradnak.
A harcba közben egy új tényező is bekerül: egy furcsa, szerves Transformer, akiben semmilyen gépi elem nincs. A Savage/Noble-nak keresztelt (utalva ezzel a barbár sárkány alakjára és nemes farkas formájára) idegen hamar összebarátkozik az ifjú Nightscream-mel, . A barátságuk azonban rövid életű, mert hamar kiderül, Savage/Noble sárkány üzemmódja nem más, mint Megatron félresikerült kísérletének eredménye. Megatron Szikrája a Plazmaenergia Kamra aktiválása után a szerves felében maradt, s Nightscream barátja félig sárkány testében él tovább. Mikor a hősök erre rájönnek, a Szikra távozik a testből, egy élettelen Alakváltót hagyva maga után. Megatron számos testcseréje így veszi kezdetét. Savage/Noble szerves teste azonban mindenki meglepetésére képes Szikra nélkül is élni, de az őt irányító elme híján vadállattá redukálódik.
Blackarachnia közben továbbra is Silverbolt szerelme visszahozásán fáradozik, akinek Szikráját Jetstorm parancsnok teste őrzi. Tőrbe csalja a Vehicont, és sikerrel jár: Silverbolt visszatér. Ám akárcsak Rhinox, ő is megváltozott. Bűntudatos, hitevesztett és komor, nem érdekli egykori szerelme, sem pedig a jó célért való küzdelem. Bosszút akar állni Megatronon, amiért ellopta és Jetstorm testébe ültette a Szikráját, megfosztva ezzel őt hősi mivoltától.
Silverbolt mellett egy másik alak is társul a Maximal csapathoz. Ő a Botanica nevű robotnő, egy tragédiába torkollott felfedező út egyetlen túlélője, egyben az egyetlen valaha volt növény-alapú Alakváltó. Sokkal szorosabb kapcsolatban van a bolygó szerves magjával, mint bármelyik társa, és technikai tudását bevetve mindent megtesz, hogy megfékezze a gépek világuralmát kívánó Megatront. Közte és Rattrap között egyfajta szerelmi viszony alakul ki.
Vezére visszatért, de társai eltűntek, így Thrust új segítőket kér Megatrontól a Maximalok elleni harcban. Így kerül képbe Obsidian és Strika, két briliáns hadászati taktikus, és az ő új Vehicon seregük. A Maximaloknak eleinte meggyűlik velük a bajuk, de később csellel sikerül őket legyőzni.
A sorozat egy megdöbbentően ádáz harcban teljesedik ki, majd keserédes véget ér. Megatron megszerezte Optimus Primal egykori Transmetal testének alaprajzait, és magára ölti azt, hogy így nézzen szembe gyűlölt ellenfelével. A többi Maximal szikráját rabul ejtette, így Optimus csak önmagára számíthat Megatron megállításában. A legvégső pillanatban összegyűjti minden erejét, és Megatronnal együtt a bolygómagba veti magát, ahol a szerves folyadék mindkettejük halálát okozza. Optimus így feláldozta magát, de népe ismét szabad, Kibertron pedig a rideg gépek világa helyett techno-organikus paradicsommá változik. A benépesítésére pedig Alakváltók egy új nemzedéke érkezik, hogy a vezérré érett Cheetor irányítása alatt Kibertron ismét felvirágozzon – a szó szoros értelmében.
A bolygó megújulása során az utolsó Vehicon, Thrust parancsnok is visszaváltozott igazi alakjába, aki nem más, mint az egykori ügyefogyott Predakon, Waspinator. Balszerencse-sorozata pedig tovább folytatódik, midőn immáron egy parányi, félig darázs, félig Vehicon testben kénytelen tovább élni.

## Fogadtatás
A Beast Machines rajzfilm fogadtatása még a Transformers rajzfilmek átlagához képest is megdöbbentően negatív volt. Immár nemcsak a 80-as évek fanatikusai, hanem a Beast Wars-on keresztül rajongóvá vált új nemzedék is nagy ellenszenvvel fogadta a vadonatúj koncepciójú, merész ötletekkel előálló sorozatot. A szokásos háborús téma mellett a Beast Machines egyéb gondokra is rátapintott, és kísérletet tett mélyenszántó filozófiai gondolatok közlésére. Ilyenek, hogy mit jelent a technológia világában élni, mik az individualizmus és szabad akarat hátrányai, s miért rossz ezek elnyomása, mit jelent a hűség és árulás, továbbá hogy miképp lehet egyensúlyt felállítani a primitív belső indulatok és a logikára épülő, érzelemmentes technika között.
A rajongók számára olykor túl lehangolónak hatott a sorozat komolysága, a már megszokott rajzfilmhumor szinte teljes hiánya, és nem kérdéses, hogy a fiatal gyerekekből álló célközönségnek is nehéz lehetett megemészteni ezeket. A legfőbb panasz viszont egyértelműen a Beast Wars szereplőinek radikális átírása és újraértelmezése volt:
- Optimus Primal a kitűnő és barátságos hadvezérből bizonytalansággal küszködő vallási vezetővé vált, akinek tetteiben sokan egyfajta hippi mondanivalót véltek felfedezni, lévén a sorozat első évadában radikális technológia-ellenes nézeteket vallott. Sokan hamar elfordultak a rajzfilmtől, és nem fogták fel, hogy a történet előrehaladtával ő is lassan rádöbben hibáira.
- Rattrap a korábbi humoros és nagyszájú, kissé pajzán fegyvermesterből gyáva, eleinte haszontalan technikai szakértővé vált, aki semmilyen fegyverrel nem rendelkezett. Személyiségváltozása azonban, tekintettel techno-organikus testének hátrányaira, érthető, és a későbbiekben egyébként is fokozatosan visszanyerte eredeti jellemét.
- Blackarachnia a Beast Wars során egy erőszakos „femme fatal” volt, és még az után is alig változott, hogy csatlakozott a jóságos Maximalokhoz. Egyedül a szeretője, Silverbolt felé mutatott pozitív érzelmeket. A Beast Machines során ezzel szemben inkább egy elkeseredett, szerelmi válságban szenvedő nőalakká lett. Silverbolt elvesztése némileg jogossá teheti ezt a változást, habár nem ad magyarázatot a meggondolatlan cselekedeteire.
- Silverbolt maga is nagyban különbözött a korábbi vidám, szándékosan röhejes és giccses, középkori lovag mivoltától. Ez a sorozat egy magányos szamurájként mutatta be. Bosszúvágy és bűntudat hajtotta. Viszont Megatron legyőzése után visszanyerte lelkes személyiségét.
- Rhinox a Maximalok hősies technikusából mesteri gonosztevővé vált, aki a háttérből irányította az eseményeket, és a barátaira is rátámadt. A sorozat szolgál magyarázattal: a Megatron által eszközölt átprogramozás hatással volt a Szikrájára, amely megromlott.
- Megatron a finom úriember modorú, a kényelmet és giccset meg nem vető, állat formáját kedvelő, csaló és álnok Predakon vezérből egy végtelenül komoly és semminemű humort nem tűrő diktátorrá avanzsált, aki nem volt képes elviselni állat alakját, ellenben meglepően tisztességes lett. Sokaknak hiányzott személyiségének enyhén ferde hajlamú színezete. A változás oka sosem derült ki, de a két sorozat közti időben volt ideje átértékelnie magát, és egyértelmű, hogy Kibertronon szerves sárkány alakja tényleg haszontalan volt. Valamint Megatron legfőbb jellegzetességei, a briliáns elméje és alattomossága nem szenvedett csorbát.

Tekintettel arra, hogy a szereplők mi mindenen mentek keresztül, továbbá hogy a készítők alapból egy komolyabb, logikusabb történetet akartak elmondani, ezen változások nagyrészt megérthetők, viszont nem meglepő, hogy a rajongók többségének túl hirtelen és túl váratlan volt a változás. A rajzfilm vége még ennél is több vitát szült. Sokan úgy vélték, hogy Kibertron félig szervessé tétele megfosztotta a Transformers-mitológiát attól, ami eredetileg egyedivé, érdekessé tette. Nem ritka, hogy még a sorozat kedvelői is inkább eltekintenének ettől a végkifejlettől.[forrás?]
A történet elmondásának módja sem nyerte el mindenki tetszését.[forrás?] Mivel a cselekmény folyamatosan halad előre, ha valaki lemaradt egy-két epizódról, már nem tudta többet követni. A folytonos rejtélyek pedig egyre halmozódtak, noha a Mainframe-nél dolgozó Asaph Fipke szüntelenül nyugtatta a rajongókat, hogy mindent megmagyaráznak majd. A hetedik, nyolcadik és kilencedik epizódot ezért kimondottan a titkok leleplezésének szentelték.
A Beast Machines idővel rátalált a rajongóira. Kétségkívül ez a legkomolyabb, legsötétebb hangulatú Transformers rajzfilm, és bőven szolgált elgondolkodtató ötletekkel. Továbbá szilárd módon zárja le a G1-es rajzfilm univerzumot. Az írókról elmondható, hogy nemcsak egy egyszerű munkaként tekintettek a sorozatra, és sokkal többet akartak, mint pusztán játékokat reklámozni. A szinkronhangok magas színvonalú színészi játéka, a korához képest kitűnő animáció, az emlékezetes szereplők és a szilárd, összefüggő történet a Beast Machines-t vitathatatlanul az egyik legminőségibb Transformers sorozattá emelik.[forrás?]
Ugyanakkor a későbbi, sokkal gyermetegebb és silányabb kivitelezésű Transformers rajzfilmek is egyértelműen közrejátszottak növekvő népszerűségében, főleg az érettebb rétegek körében.
Marty Isenberg pedig majdnem egy évtized elteltével visszatért, mint a Transformers: Animated elsődleges történetírója, amely sorozat, a Beast Machines-szal ellentétben már a kezdetektől fogva nagy népszerűségnek örvendett. Az Animated számos utalást tartalmazott az összes addigi Transformers képregényre, rajzfilmre és filmre, így természetesen a Beast Machines néhány koncepciója is feltűnt. A Strika nevű karakter például rövid szerepet kapott, de maga Marty Isenberg rajzolt alakja is megjelenik egy jelenet erejére. Jelképezi továbbá a sorozat hagyatékát, hogy az Alakváltók életfolyamatát még a Beast Wars-nál is pontosabban definiálta, és meghatározóvá tette az olyan fogalmakat, mint például az Örök Szikra (All Spark).

## Szereplők
Bővebben: A Beast Machines: Transformers szereplőinek listája

## Hangok
| Színész                   | Szereplő                         |
| ------------------------- | -------------------------------- |
| Gary Chalk                | Optimus Primal, Optimusz Fővezér |
| Ian James Corlett         | Cheetor                          |
| Scott McNeil              | Rattrap, Silverbolt, Waspinator  |
| Venus Terzo               | Blackarachnia                    |
| Alessandro Juliani        | Nightscream                      |
| David Kaye                | Megatron, Savage/Noble           |
| Richard Newman            | Rhinox                           |
| Brian Drummond            | Jetstorm                         |
| Jim Byrnes                | Thrust                           |
| Paul Dobson               | Tankor, Obsidian                 |
| Patricia Drake            | Strika                           |
| Kathleen Barr             | Botanica                         |
| Elizabeth Carol Savenkoff | az Orákulum, Vehicon számítógép  |
| Christopher Gaze          | diagnosztikai drón               |